# Bururi (tỉnh)
Bururi là một trong 18 tỉnh của Burundi.

## Tổng quan
Tỉnh lỵ là thành phố cùng tên. Tỉnh Bururi là nơi có Khu Bảo tồn Thiên nhiên Bururi, một khu rừng nhiệt đới còn sót lại ở vùng Afromontane. Sông Ruvyironza, chảy ở tỉnh Bururi, là nguồn cực nam của sông Nile.
Bururi được biết đến với số lượng các nhà lãnh đạo quân sự và chính trị đã được sinh ra ở đó, bao gồm ba tổng thống liên tiếp giữ chức sau khi đất nước độc lập.

## Hành chính
Tỉnh được chia thành 6 xã:
- Bururi
- Matana
- Mugamba
- Rutovu
- Songa
- Vyanda